# Inma Galiot
Inma Galiot (* um 1980 in Córdoba als Inmaculada Galiot Martín) ist eine spanische Jazzmusikerin (Kontrabass, Komposition) und Filmkomponistin.

## Leben und Wirken
Galiot erhielt ab dem Alter von neun Jahren klassischen Gitarrenunterricht. Von 1998 bis 2001 studierte sie Musikpädagogik an der Escuela de Magisterio. Zwischen 2001 und 2005 studierte sie als klassische Gitarristin am Conservatorio Superior de Córdoba Rafael Orozco. Zwischen 2006 und 2009 absolvierte sie an der Escuela Superior de Música e Artes do Espectaculo do Porto (ESMAE) ein Bachelor-Studium als Jazzinterpretin. 2009 bis 2011 war sie als Erasmus-Stipendiatin an der Rotterdam Hogeschool voor de Kunsten, wo sie bei Hein van de Geyn und Stefan Lievestro Kontrabass und bei Paul M. van Brugge Komposition bis zum Master studierte. Später absolvierte sie den Masterstudiengang Filmmusik an der Filmuniversität Babelsberg Konrad Wolf.
Mit ihrer Gruppe Inma Galiot & La Rosa Negra veröffentlichte sie 2015 bei Unit Records das Album Tierra im Sextett mit Héloïse Lefebvre, Christian Uğurel, Rieko Okuda, Karsten Lipp und Marco Fox. Weiterhin schuf sie die Musik zu dem illustrierten Roman Evelyn von Andrés G. Leiva, die beim Intersonanzen Festival 2016 in Potsdam ihre Uraufführung hatte.
Galiot schrieb Stücke für Solo-Kontrabass, Jazz-Ensemble und Orchester; zudem komponierte sie die Musik für die Filme Eco (2016, Dren Zherka), Rakete Perelman (2017, Oliver Alaluukas),  Fünf Dinge, die ich nicht verstehe (2018, Henning Beckhoff), Off Season (2019, Henning Beckhoff) und für Kurzfilme wie Fake, die ganze Wahrheit. Zudem arbeitet Galiot als Lehrerin an einem Berliner Gymnasium.

## Preise und Auszeichnungen
Galiot wurde mit dem Jazz-Septett der ESMAE 2008 auf dem Festa de Jazz do São Luiz in Lissabon/Portugal als Preisträgerin ausgezeichnet. Mit ihrem Sextett Iimma Project gewann sie 2009 den zweiten Preis des Concurso de Jazz de Barcelona.